# Gary Stevens (calciatore 1963)
Michael Gary Stevens (Barrow-in-Furness, 27 marzo 1963) è un ex calciatore inglese, di ruolo terzino destro.
Difensore di fascia, fece parte dell'Everton guidato negli anni ottanta da Howard Kendall, che contese al Liverpool il primato cittadino e nazionale, vincendo, tra l'altro, due campionati d'Inghilterra e la Coppa delle Coppe. In nazionale inglese, prese parte ai campionati del mondo del 1986 e del 1990, nonché al campionato d'Europa 1988.

## Carriera

### Club
Nacque a Barrow-in-Furness, cittadina della contea nord-occidentale della Cumbria, calcisticamente nell'orbita della non distante Liverpool: fu proprio con l'Everton, infatti, che Gary Stevens esordì in campionato nel 1982, e fu il Liverpool l'avversario più agguerrito che dovette fronteggiare per arrivare alla vittoria in una competizione: nel 1984 i Reds eliminarono l'Everton in Coppa di Lega e andarono a conquistarla, ma a loro volta i Toffees eliminarono il Liverpool lungo la strada per la finale della Coppa d’Inghilterra, che poi vinsero a Wembley contro il Watford allora di proprietà di Elton John.
Con l'Everton, nella stagione successiva, Stevens vinse la Coppa delle Coppe e chiuse un treble che comprendeva anche la vittoria del campionato inglese e la FA Cup. A causa del bando imposto alle squadre inglesi dopo la strage dell'Heysel, tuttavia, la squadra non poté giocare la successiva Coppa dei Campioni; fu una cocente delusione per gli Evertonians, al tempo fra le più competitive squadre del continente.
La stagione seguente vide ancora Stevens alla guida della difesa che contese al Liverpool il primato nazionale: i Reds vinsero il campionato davanti all'Everton, e li batterono nella finale di Coppa d'Inghilterra per 3-1. Nel 1987, invece, furono i Toffees a rivincere il campionato. Stevens lasciò la squadra alla fine della stagione 1987-1988: dopo il ritiro, da un sondaggio sul sito web dell'Everton in cui si invitavano i tifosi a scegliere l'undici ideale tra i giocatori di tutti i tempi del club, egli è risultato il terzino destro più votato.
Dopo gli anni a Liverpool si trasferì quindi in Scozia, ai Rangers, in un momento critico per il club: il tecnico-giocatore Graeme Souness (a sua volta proveniente dai Reds) stava perseguendo la politica di ingaggiare vari giocatori provenienti da altre federazioni, in particolare quella inglese, bandita a livello di club dalle competizioni dell'UEFA; le squadre scozzesi rimanevano infatti, per i giocatori inglesi, le uniche credibili rappresentanti del Regno Unito in Europa. La prima stagione di Stevens terminò con la conquista del titolo: con la squadra di Glasgow vinse in totale sei titoli consecutivi dal 1989 al 1994, più due Coppe di Scozia e tre Coppe di Lega, conseguendo un treble (1993) e quattro double (1992 insieme alla Coppa di Scozia, 1989, 1991 e 1994 insieme alla Coppa di Lega).
Nel 1994 Stevens tornò vicino a casa, a Birkenhead (Merseyside), ingaggiato dal Tranmere, squadra di seconda divisione con la quale giocò fino al 1998, anno del suo definitivo ritiro.

### Nazionale
Stevens esordì in nazionale inglese nel giugno del 1985, poco dopo aver conquistato il treble con l'Everton, e divenne quasi subito titolare fisso sulla fascia destra. In occasione del campionato del mondo 1986 in Messico fu tra i convocati della selezione nazionale, nella quale figurava anche Gary Andrew Stevens del Tottenham: l'omonimia causò confusione tra i cronisti e suscitò ilarità tra i tifosi inglesi. Gary Stevens fu titolare nel quarto di finale perso contro l'Argentina in cui Maradona segnò il suo discusso gol di mano, sebbene non fu tra i difensori saltati dall'argentino durante la discesa verso il suo secondo goal: Stevens, infatti, era piazzato sulla linea di porta, alle spalle di Shilton, nel tentativo inutile di coprire il palo più vicino a Maradona.
Il campionato d'Europa 1988 in Germania Ovest si risolse in un disastro per la nazionale inglese, con tre sconfitte su tre incontri in prima fase (Irlanda 0-1, Paesi Bassi 1-3, Unione Sovietica 1-3). Al successivo campionato del mondo 1990, invece, Stevens arrivò alle semifinali contro la Germania, uscendo solamente ai tiri di rigore, e finendo quarto dopo aver perso la finale per il terzo posto contro l'Italia.
Inizialmente fuori dal gruppo dei convocati per il campionato d'Europa 1992 in Svezia, Stevens fu richiamato d'urgenza per sostituire Dixon, ma prima che il tecnico inglese Graham Taylor comunicasse la lista dei convocati ufficiali, si infortunò e fu scartato. La mancanza di un difensore di ruolo sulla fascia destra fu tra le cause dell'ennesima eliminazione inglese al primo turno del campionato europeo. Dopo quell'infortunio non fu più convocato e quindi la sua carriera in nazionale terminò dopo 47 incontri.

## Statistiche

### Cronologia presenze e reti in nazionale
| Cronologia completa delle presenze e delle reti in nazionale ― Inghilterra | Cronologia completa delle presenze e delle reti in nazionale ― Inghilterra | Cronologia completa delle presenze e delle reti in nazionale ― Inghilterra | Cronologia completa delle presenze e delle reti in nazionale ― Inghilterra | Cronologia completa delle presenze e delle reti in nazionale ― Inghilterra | Cronologia completa delle presenze e delle reti in nazionale ― Inghilterra | Cronologia completa delle presenze e delle reti in nazionale ― Inghilterra | Cronologia completa delle presenze e delle reti in nazionale ― Inghilterra |
| Data                                                                       | Città                                                                      | In casa                                                                    | Risultato                                                                  | Ospiti                                                                     | Competizione                                                               | Reti                                                                       | Note                                                                       |
| -------------------------------------------------------------------------- | -------------------------------------------------------------------------- | -------------------------------------------------------------------------- | -------------------------------------------------------------------------- | -------------------------------------------------------------------------- | -------------------------------------------------------------------------- | -------------------------------------------------------------------------- | -------------------------------------------------------------------------- |
| 6-6-1985                                                                   | Città del Messico                                                          | Inghilterra                                                                | 1 – 2                                                                      | Italia                                                                     | Copa Ciudad de México 1985                                                 | -                                                                          | 63’                                                                        |
| 12-6-1985                                                                  | Città del Messico                                                          | Germania Ovest                                                             | 0 – 3                                                                      | Inghilterra                                                                | Torneo Azteca                                                              | -                                                                          |                                                                            |
| 11-9-1985                                                                  | Londra                                                                     | Inghilterra                                                                | 1 – 1                                                                      | Romania                                                                    | Qual. Mondiali 1986                                                        | -                                                                          |                                                                            |
| 16-10-1985                                                                 | Londra                                                                     | Inghilterra                                                                | 5 – 0                                                                      | Turchia                                                                    | Qual. Mondiali 1986                                                        | -                                                                          |                                                                            |
| 13-11-1985                                                                 | Londra                                                                     | Inghilterra                                                                | 0 – 0                                                                      | Irlanda del Nord                                                           | Qual. Mondiali 1986                                                        | -                                                                          |                                                                            |
| 29-1-1986                                                                  | Il Cairo                                                                   | Egitto                                                                     | 0 – 4                                                                      | Inghilterra                                                                | Amichevole                                                                 | -                                                                          |                                                                            |
| 26-2-1986                                                                  | Tel Aviv                                                                   | Israele                                                                    | 1 – 2                                                                      | Inghilterra                                                                | Amichevole                                                                 | -                                                                          |                                                                            |
| 23-4-1986                                                                  | Londra                                                                     | Inghilterra                                                                | 2 – 1                                                                      | Scozia                                                                     | Coppa Stanley Rous 1986                                                    | -                                                                          |                                                                            |
| 24-5-1986                                                                  | Burnaby                                                                    | Canada                                                                     | 0 – 1                                                                      | Inghilterra                                                                | Amichevole                                                                 | -                                                                          |                                                                            |
| 3-6-1986                                                                   | Monterrey                                                                  | Inghilterra                                                                | 0 – 1                                                                      | Portogallo                                                                 | Mondiali 1986 - 1º turno                                                   | -                                                                          |                                                                            |
| 6-6-1986                                                                   | Monterrey                                                                  | Marocco                                                                    | 0 – 0                                                                      | Inghilterra                                                                | Mondiali 1986 - 1º turno                                                   | -                                                                          |                                                                            |
| 11-6-1986                                                                  | Monterrey                                                                  | Inghilterra                                                                | 3 – 0                                                                      | Polonia                                                                    | Mondiali 1986 - 1º turno                                                   | -                                                                          |                                                                            |
| 18-6-1986                                                                  | Città del Messico                                                          | Inghilterra                                                                | 3 – 0                                                                      | Paraguay                                                                   | Mondiali 1986 - Ottavi di finale                                           | -                                                                          |                                                                            |
| 22-6-1986                                                                  | Città del Messico                                                          | Argentina                                                                  | 2 – 1                                                                      | Inghilterra                                                                | Mondiali 1986 - Quarti di finale                                           | -                                                                          |                                                                            |
| 19-5-1987                                                                  | Londra                                                                     | Inghilterra                                                                | 1 – 1                                                                      | Brasile                                                                    | Coppa Stanley Rous 1987                                                    | -                                                                          |                                                                            |
| 23-5-1987                                                                  | Glasgow                                                                    | Scozia                                                                     | 0 – 0                                                                      | Inghilterra                                                                | Coppa Stanley Rous 1987                                                    | -                                                                          |                                                                            |
| 14-10-1987                                                                 | Londra                                                                     | Inghilterra                                                                | 8 – 0                                                                      | Turchia                                                                    | Qual. Euro 1988                                                            | -                                                                          |                                                                            |
| 11-11-1987                                                                 | Belgrado                                                                   | Jugoslavia                                                                 | 1 – 4                                                                      | Inghilterra                                                                | Qual. Euro 1988                                                            | -                                                                          |                                                                            |
| 17-2-1988                                                                  | Ramat Gan                                                                  | Israele                                                                    | 0 – 0                                                                      | Inghilterra                                                                | Amichevole                                                                 | -                                                                          |                                                                            |
| 23-3-1988                                                                  | Londra                                                                     | Inghilterra                                                                | 2 – 2                                                                      | Paesi Bassi                                                                | Amichevole                                                                 | -                                                                          |                                                                            |
| 27-4-1988                                                                  | Budapest                                                                   | Ungheria                                                                   | 0 – 0                                                                      | Inghilterra                                                                | Amichevole                                                                 | -                                                                          | 46’                                                                        |
| 21-5-1988                                                                  | Manchester                                                                 | Inghilterra                                                                | 1 – 0                                                                      | Scozia                                                                     | Coppa Stanley Rous 1988                                                    | -                                                                          |                                                                            |
| 28-5-1988                                                                  | Losanna                                                                    | Svizzera                                                                   | 0 – 1                                                                      | Inghilterra                                                                | Amichevole                                                                 | -                                                                          |                                                                            |
| 12-6-1988                                                                  | Stoccarda                                                                  | Irlanda                                                                    | 1 – 0                                                                      | Inghilterra                                                                | Euro 1988 - 1º turno                                                       | -                                                                          |                                                                            |
| 15-6-1988                                                                  | Düsseldorf                                                                 | Paesi Bassi                                                                | 3 – 1                                                                      | Inghilterra                                                                | Euro 1988 - 1º turno                                                       | -                                                                          |                                                                            |
| 18-6-1988                                                                  | Francoforte                                                                | Inghilterra                                                                | 1 – 3                                                                      | Unione Sovietica                                                           | Euro 1988 - 1º turno                                                       | -                                                                          |                                                                            |
| 14-9-1988                                                                  | Londra                                                                     | Inghilterra                                                                | 1 – 0                                                                      | Danimarca                                                                  | Amichevole                                                                 | -                                                                          |                                                                            |
| 19-10-1988                                                                 | Londra                                                                     | Inghilterra                                                                | 0 – 0                                                                      | Svezia                                                                     | Qual. Mondiali 1990                                                        | -                                                                          |                                                                            |
| 8-2-1989                                                                   | Amarousio                                                                  | Grecia                                                                     | 1 – 2                                                                      | Inghilterra                                                                | Amichevole                                                                 | -                                                                          |                                                                            |
| 8-3-1989                                                                   | Tirana                                                                     | Albania                                                                    | 0 – 2                                                                      | Inghilterra                                                                | Qual. Mondiali 1990                                                        | -                                                                          |                                                                            |
| 26-4-1989                                                                  | Londra                                                                     | Inghilterra                                                                | 5 – 0                                                                      | Albania                                                                    | Qual. Mondiali 1990                                                        | -                                                                          | 76’                                                                        |
| 27-5-1989                                                                  | Glasgow                                                                    | Scozia                                                                     | 0 – 2                                                                      | Inghilterra                                                                | Amichevole                                                                 | -                                                                          |                                                                            |
| 3-6-1989                                                                   | Londra                                                                     | Inghilterra                                                                | 3 – 0                                                                      | Polonia                                                                    | Qual. Mondiali 1990                                                        | -                                                                          |                                                                            |
| 6-9-1989                                                                   | Stoccolma                                                                  | Svezia                                                                     | 0 – 0                                                                      | Inghilterra                                                                | Qual. Mondiali 1990                                                        | -                                                                          |                                                                            |
| 11-10-1989                                                                 | Chorzów                                                                    | Polonia                                                                    | 0 – 0                                                                      | Inghilterra                                                                | Qual. Mondiali 1990                                                        | -                                                                          |                                                                            |
| 15-11-1989                                                                 | Londra                                                                     | Inghilterra                                                                | 0 – 0                                                                      | Italia                                                                     | Amichevole                                                                 | -                                                                          |                                                                            |
| 28-3-1990                                                                  | Londra                                                                     | Inghilterra                                                                | 1 – 0                                                                      | Brasile                                                                    | Amichevole                                                                 | -                                                                          |                                                                            |
| 15-5-1990                                                                  | Londra                                                                     | Inghilterra                                                                | 1 – 0                                                                      | Danimarca                                                                  | Amichevole                                                                 | -                                                                          |                                                                            |
| 2-6-1990                                                                   | Tunisi                                                                     | Tunisia                                                                    | 1 – 1                                                                      | Inghilterra                                                                | Amichevole                                                                 | -                                                                          |                                                                            |
| 11-6-1990                                                                  | Cagliari                                                                   | Irlanda                                                                    | 1 – 1                                                                      | Inghilterra                                                                | Mondiali 1990 - 1º turno                                                   | -                                                                          |                                                                            |
| 7-7-1990                                                                   | Bari                                                                       | Italia                                                                     | 2 – 1                                                                      | Inghilterra                                                                | Mondiali 1990 - Finale 3º posto                                            | -                                                                          |                                                                            |
| 21-5-1991                                                                  | Londra                                                                     | Inghilterra                                                                | 3 – 1                                                                      | Unione Sovietica                                                           | Amichevole                                                                 | -                                                                          |                                                                            |
| 29-4-1992                                                                  | Mosca                                                                      | Comunità degli Stati Indipendenti                                          | 2 – 2                                                                      | Inghilterra                                                                | Amichevole                                                                 | -                                                                          |                                                                            |
| 12-5-1992                                                                  | Budapest                                                                   | Ungheria                                                                   | 0 – 1                                                                      | Inghilterra                                                                | Amichevole                                                                 | -                                                                          |                                                                            |
| 17-5-1992                                                                  | Londra                                                                     | Inghilterra                                                                | 1 – 1                                                                      | Brasile                                                                    | Amichevole                                                                 | -                                                                          |                                                                            |
| 3-6-1992                                                                   | Helsinki                                                                   | Finlandia                                                                  | 1 – 2                                                                      | Inghilterra                                                                | Amichevole                                                                 | -                                                                          | 46’                                                                        |
| Totale                                                                     |                                                                            | Presenze                                                                   | 46                                                                         |                                                                            | Reti                                                                       | 0                                                                          |                                                                            |

## Palmarès

### Club

#### Competizioni nazionali
- Coppa d'Inghilterra: 1

Everton: 1983-1984
- Charity Shield: 4

Everton: 1984, 1985, 1986, 1987
- Campionato inglese: 2

Everton: 1984-1985, 1986-1987
- Campionato scozzese: 6

Rangers: 1988-1989, 1989-1990, 1990-1991, 1991-1992, 1992-1993, 1993-1994
- Coppa di Lega scozzese: 4

Rangers: 1988-1989, 1990-1991, 1992-1993, 1993-1994
- Coppa di Scozia: 2

Rangers: 1991-1992, 1992-1993

#### Competizioni internazionali
- Coppa delle Coppe: 1

Everton: 1984-1985